# Rea (dopływ Tame)
Rea (ang. River Rea) – rzeka w środkowej Anglii, w hrabstwie West Midlands, w dystrykcie Birmingham, dopływ rzeki Tame.
Źródło rzeki znajduje się na południowo-zachodnim skraju Birmingham, w pobliżu parku Waseley Hills Country Park, na wysokości około 225 m n.p.m. W górnym biegu płynie w kierunku wschodnim, a w pozostałej części na północny wschód. Na całej długości biegnie przez tereny zabudowane, przez Longbridge, Northfield, Kings Norton, Bournville, centrum Birmingham i ostatecznie Nechells, gdzie uchodzi do rzeki Tame.